# Cumella tripunctata
Cumella tripunctata är en kräftdjursart som beskrevs av Mihai Bacescu 1971. Cumella tripunctata ingår i släktet Cumella och familjen Nannastacidae. Inga underarter finns listade i Catalogue of Life.